# Le Journal de Ludo
Le Journal de Ludo è stata una rivista mensile edita da Éditions Vaillant, che è stata pubblicata dall'aprile 1979 all'agosto 1980,per complessivi diciassette numeri, tra cui anche le ristampe delle Les Enquêtes de Ludo di Marc Moallic e Crespi in un formato rielaborato. Questo fumetto viene ripubblicato anche sulla rivista Pif Gadget.

## Storia
Le Journal de Ludo e la rivista che prende il posto di Ludo - Ludo détective, che fu in edicola dal luglio 1972 al giugno 1977.

## Descrizioni
La copertina, con sfondo nero, ricordava quella di un romanzo poliziesco dell'epoca e ogni numero presentava una personalità legata al mistero, come Louis de Funès, Claude Brasseur o Jean-Paul Belmondo.
I numeri da 1 a 11 sono stati stampati da Alföldi in Ungheria, mentre i numeri da 12 a 17 dalla tipografia Brodard & Taupinin in Francia.
La carta del Club des détectives Ludo è stata introdotta con il numero 13.
In ogni numero era presente un editoriale del caporedattore Roger Dal.
I principali collaboratori sono stati:
- Chica (Marcel Chikhanovitch) (dal n. 1 al 13, 15, 16),
- Crespi (dal n. 1 al 13, 15, 16),
- Roger Dal (dal n. 1 al 13, 15, 16),
- Gil Das (dal n. 1 al 13, 15, 16),
- De Huescar (n. 1),
- Poppe (n. 1),
- André Poirier (n. 1),
- Dimberton (n. 2 a 13, 15, 16),
- Anne-Marie Ducasse (n. 3),
- Gring (n. 2 a 13, 15, 16),
- France Le Lude (n. 1 a 13, 15, 16),
- Moallic (n. 1 a 13, 15, 16),
- Joël Pavard (n. 2 a 7),
- Léo Becker (n. 2 a 13, 15, 16),
- Claude-Marcel Laurent (Claude-Laurent Mayer) (n. 13, 15, 16),
- Michèle Lecreux (n. 16).

Marcel Sevestre era il responsabile dell'impaginazione (nn. 2-4) e (nn. 5-16) fu Michel Rosset.

## Serie principali
- Les Enquêtes de Ludo di Moallic e Crespi in un formato ridisegnato.
- Jim Forst degnato da De Hu escarnel numero 1, sostituito da Léo Beker dal numero 2.
- Une enquête d'Archibald disegnato da Dimberton dal numero 2.
- Stim 33, de Léo Beker et Gil Das.
- Le détective, c'est vous !.
- Les conseils du Professeur A. Stuss.
- Le jeu de l'humour et du hasard
- Le Jeu primé.